# L'Alzinar (Torallola)
L'Alzinar és un bosc d'alzines del terme municipal de Conca de Dalt, a l'antic terme de Toralla i Serradell, al Pallars Jussà, en territori que havia estat del poble de Torallola.
Està situat al sud de Torallola i a llevant de Sensui, a prop del termenal amb Salàs de Pallars, a l'entorn de Sensui. És a l'esquerra del barranc de Sensui, a llevant de la Solana de les Alzines, al sud de Peraire i al nord-oest de lo Rodalet